# Hans-Jörg Hildebrandt
Hans-Jörg Hildebrandt (* 5. Oktober 1961) ist ein früherer deutscher Fußballspieler. In der höchsten Spielklasse des DDR-Fußballs, der Oberliga, sowie im UEFA-Pokal spielte der Abwehrspieler für den FC Vorwärts Frankfurt.

## Sportliche Laufbahn

### Vereine
Hildebrandt wuchs in Schwedt auf und durchlief die Nachwuchsmannschaften von Aufbau und Chemie PCK Schwedt. 1980 gelang es ihm mit der Chemie-Mannschaft bis in das Finale des Junge Welt-Pokals vorzurücken, in dem sich die Uckermärker knapp der BSG Chemie Leipzig geschlagen geben mussten. Bereits in der Saison 1980/81 debütierte er in der Herren-Mannschaft der Schwedter in der zweitklassigen DDR-Liga, als er am 1. Spieltag beim 2:0-Auswärtssieg über Motor Süd Brandenburg zum Einsatz kam und ein Tor erzielte. 
Anschließend wechselte er 1981 zum FC Vorwärts Frankfurt, mit dem er 1982 Meister der Nachwuchsoberliga wurde. Schon im ersten Jahr bei Vorwärts rückte er in die Männer-Oberliga auf und debütierte in dieser am 6. Dezember 1981 bei der 1:2-Auswärtsniederlage gegen Wismut Aue. Am Ende der Spielzeit 1981/82 schloss er mit dem FC Vorwärts auf dem 4. Platz ab, wodurch die Qualifikation zum UEFA-Pokal gelang. In der 1. Runde schieden die Oderstädter gegen Werder Bremen durch die Auswärtstorregel aus, wobei Hildebrandt beim 2:0-Auswärtssieg in Bremen zum Einsatz kam. Nachdem der FC Vorwärts in der Saison 1982/83 hinter dem BFC Dynamo Vizemeister wurde – in dieser Saison erzielte Hildebrandt am 22. Spieltag gegen Rot-Weiß Erfurt das 20.000 Tor der Oberliga-Geschichte  – und sich abermals für den UEFA-Pokal qualifizierte, bestritt Hildebrandt beide Erstrundenspiele gegen Nottingham Forest. In der Saison 1983/84 gelang Vorwärts durch einen 4. Platz letztmals die Qualifikation für einen internationalen Wettbewerb. Auch diesmal kamen die Frankfurter nicht über die 1. Runde hinaus und schieden gegen die PSV Eindhoven aus. Hildebrandt bestritt erneut beide Spiele. In den Jahren 1984 und 1985 galt er als einer der besten Verteidiger der DDR-Oberliga und wurde auf der fuwo-Bestenliste geführt.
Nach der Saison 1985/86 beendete Hildebrandt seine sportliche Laufbahn. Das letzte Spiel betritt er am 10. Spieltag in der Partie bei Dynamo Dresden (1:1), als er in der 26. Minute verletzt ausgewechselt wurde. Als Angehöriger der Armeesportvereinigung Vorwärts stand er vor seinem letzten Oberligajahr im Rang des Oberfeldwebels der Nationalen Volksarmee.

### Nationalmannschaft
Seine Leistungen in der höchsten Spielklasse der Männer machten auch die Auswahlverantwortlichen des DFV in seinem ersten Oberligajahr auf den Vorwärts-Akteur, der gerade erst aus der Liga gekommen war, aufmerksam. Zwischen März 1982 und Oktober 1983 wurde Hildebrandt achtmal in der DDR-Nachwuchsauswahl eingesetzt.

## Erfolge
- Finalist im Junge Welt-Pokal: 1980 mit BSG Chemie PCK Schwedt
- Meister der Nachwuchsoberliga: 1982 mit FC Vorwärts Frankfurt
- Vizemeister der DDR-Oberliga: 1983 mit FC Vorwärts Frankfurt